# Jean-Claude Molinari
Pour les articles homonymes, voir Molinari.
Jean-Claude Molinari, né le 28 août 1931 à Paris et mort le 22 avril 1999 à Neuilly-sur-Seine est un joueur de tennis français.

## Carrière
Né de parents suisses, Jean-Claude Molinari possède la double nationalité et représente la France en compétition, non sans avoir eu l'intention disputer les championnats de Suisse. En 1949, il s'adjuge la 3e édition du tournoi junior de Roland-Garros puis passe en première série trois ans plus tard.
Joueur fin et complet, il s'illustra particulièrement en double avec son partenaire Jean-Noël Grinda, étant notamment demi-finaliste à Roland-Garros en 1957.
Joueur de Coupe Davis en 1954 puis de 1957 à 1960, il a principalement disputé les doubles avec Paul Rémy puis Grinda.
En 1959, il est finaliste des Internationaux de France de tennis en salle contre Kurt Nielsen après avoir battu Manuel Santana. Il parvient également en quart de finale à Wimbledon en 1959, écartant Sven Davidson et Gardnar Mulloy avant d'être battu par Rod Laver (6-3, 6-3, 6-0), devenant alors le premier français à réaliser cette performance depuis 1946.
À Roland-Garros en 1961, alors qu'il mène contre Fred Stolle au premier tour et qu'il a deux balles de matchs sur son service, il se déchire le tendon d'Achille et doit déclarer abandonner (6-4, 7-5, 5-2, ab.).
Passé professionnel en septembre 1962 à l'occasion des Internationaux de France, il participa aux tournois réservés aux seuls professionnels avec pour adversaires Rod Laver, Ken Rosewall en compagnie des seuls autres Français Robert Haillet et Paul Rémy. À cette période, il est l'entraîneur de Georges Goven.

## Palmarès

### Finale en double mixte
| No | Date       | Nom et lieu du tournoi                | Catégorie | Surface      | Vainqueurs                 | Partenaire             | Score    |          |
| -- | ---------- | ------------------------------------- | --------- | ------------ | -------------------------- | ---------------------- | -------- | -------- |
| 1  | 07-04-1958 | Trophée Raquette d'Or Aix-en-Provence |           | Terre (ext.) | Mimi Arnold Gardnar Mulloy | Florence de la Courtie | 6-2, 6-3 | Parcours |